# جلامدالكليتش

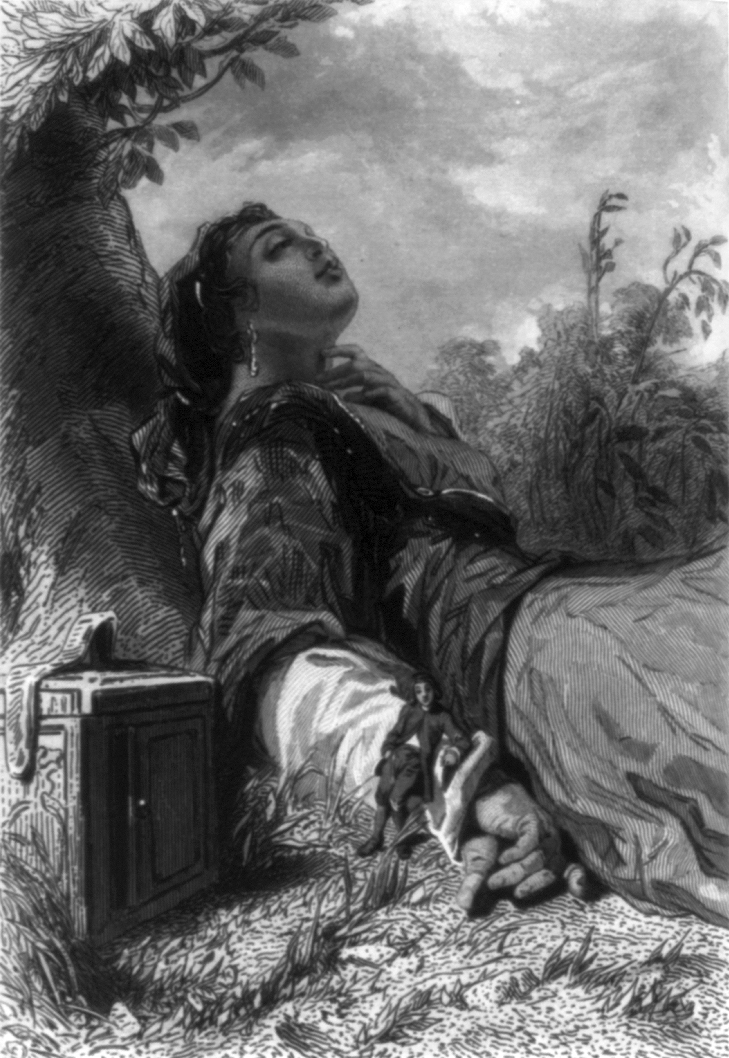
صورة لجاليفر وجلامدالكليتش من نسخة فرنسية لرواية رحلات جاليفر، وصدرت هذه النُسخة في خمسينيات القرن التاسع عشر

جلامدالكليتش (بالإنجليزية: Glumdalclitch)‏ هو الاسم الذي أعطاه ليمويل جاليفر لمُرافقته ومُعلمته في أرض العمالقة، والتي تُعرف ببروبدينجناج، وقد جاءت هذه الشخصية في الجزء الثاني من رواية رحلات جاليفر التي ألفها الكاتب جوناثان سويفت، وقد كانت جلامدالكليتش بنت المُزارع الذي حصل على جاليفر بعد أسره عندما وطئت قدمه أرض العمالقة، وقد اعتنت به كثيرًا وعلمته لغة العمالقة، واعتبرت جاليفر دُمية لها حتى أطلقت عليه اسم Grildrig الذي يعني في لغة العمالقة دُمية، ورافقت جاليفر في جميع أسفاره في أرض العمالقة عندما قرر أبوها أن يستخدم جاليفر في إقامة عروض أمام الجماهير؛ لكي يتربح منه، وعندما قرر المُزارع أن يبيع ليمويل جاليفر لملكة بروبدينجناج طلب جاليفر من الملكة أن تظل جلامدالكليتش معه، وذلك حتى تكون ممرضة ومعلمة له، وكانت جلامدالكليتش تبلغ من العمر تسعة أعوام عندما وصل جاليفر إلى أرض العمالقة، وقد رافقت جاليفر لمدة أربعة أعوام أي طيلة إقامة جاليفر في بروبدينجناج من 20 يونيو 1702 إلى 3 يونيو 1706